# منتزعة الكبريت الناحلة
منتزعة الكبريت الناحلة (الاسم العلمي: Desulfovibrio gracilis) هي نوع من البكتيريا، سلبية الغرام، تتبع جنس منتزعة الكبريت.